# 바텐베르크 공녀 앨리스
바텐베르크 공녀 앨리스(Princess Alice of Battenberg, 1885년 2월 25일 ~ 1969년 12월 5일)는 그리스와 덴마크의 왕자 안드레아스의 아내이며, 에든버러 공작 필립의 어머니이다. 세례명은 빅토리아 앨리스 엘리자베스 줄리아 마리(Victoria Alice Elizabeth Julia Marie of Battenberg)이다. 앨리스가 속한 가문인 바텐베르크가는 1차 세계 대전을 거치면서, 영국 내에 반독일 감정이 형성되자, 독일 귀족 지위를 버렸다. 하지만 앨리스는 이미 그리스의 왕자비였기에 가족의 지위와 앨리스의 지위는 무관했다. 그녀는 선천적 청각 장애인이었지만 상대방의 입술을 보고 그리스어, 독일어, 프랑스어, 영어로 대답할 수 있었기에 그녀가 청각 장애인이라는 것을 아는 사람은 별로 많지 않았다.

## 생애

### 가족 관계
바텐베르크의 앨리스 공녀는 바텐베르크의 루트비히와 그의 부인인 헤센 대공녀 빅토리아의 딸로 태어났다. 빅토리아 여왕의 뜻에 따라 윈저성에서 태어난 그녀는 빅토리아 앨리스 엘리자베스 줄리아 마리 라는 이름으로 다름슈타트 (프랑크푸르트 근처)에서 세례를 받았다. 대부모는 어머니의 외할머니인 영국의 빅토리아 여왕, 이모인 러시아의 옐리자베타 표도로브나 대공비, 고모인 에르바흐쇤베르크의 마리 공비, 할머니인 바텐베르크 공비, 외할아버지인 헤센 대공 루트비히 4세, 할아버지인 헤센의 알렉산더 공이었다.
바텐베르크가는 헤센의 대공이었던 루트비히 2세의 막내아들인 알렉산더가 러시아 귀족출신이었던 율리아 하우케와 귀천상혼하면서 생긴 가문이다. 앨리스의 숙부였던 바텐베르크의 알렉산더 공은 후에 오스만 제국으로부터 독립한 불가리아의 첫 번째 군주가 되었다. 또 다른 숙부였던 하인리히는 빅토리아 여왕의 막내딸인 베아트리스 공주와 결혼했고, 그의 딸인 빅토리아 유제니는 스페인의 왕비가 되었다.
외가는 헤센 대공가로 외할아버지는 헤센의 대공이었던 루트비히 4세였고, 외할머니는 빅토리아 여왕의 둘째딸인 앨리스 공주였다. 외삼촌인 에른스트 루트비히는 헤센 대공가의 마지막 대공이었다. 이모인 엘리자베트는 러시아의 세르게이 알렉산드로비치 대공과 결혼해서 러시아의 옐리자베타 표도로브나 대공비가 되었으며, 후에 러시아 정교회에 의해 시성받아 성 옐리자베타 표도로브나 로마노바가 된다. 둘째 이모인 이레네는 독일의 왕자인 하인리히 왕자와 결혼해서 독일의 왕자비가 되었으며, 막내 이모인 알릭스는 러시아의 니콜라이 2세와 결혼해서 러시아의 마지막 황후인 알렉산드라 표도로브나 황후가 된다.
앨리스의 동생들은 루이즈 마운트배튼, 제2대 밀퍼드헤이븐 후작 조지 마운트배튼, 마운트배튼 경이다.

### 어린 시절
윈저성에서 태어난 앨리스는 부모를 따라 늘 독일과 영국 몰타섬을 떠돌아 다녔다. 아버지인 루트비히(루이)는 영국 해군 장교로 일 년의 절반 이상을 바다에 나가 있었다. 이때 어머니인 헤센의 빅토리아는 언제나 독일에 있는 친정식구들을 보살피기 위해 독일로 갔고, 아이들 역시 데리고 다녔다. 영국 해군이었던 루이는 자주 몰타섬에 발령났고, 앨리스의 가족들은 몰타섬에서도 여러번 살았다.
어린시절 얌전하고 예쁜 아이였기에 영국의 빅토리아 여왕은 증손녀를 "우리 예쁜 앨리스"라 부르며 끔찍히 아꼈다. 심지어 후에 조지 5세가 되는 웨일스의 조지의 결혼식 들러리로 친손녀였던 올버니의 앨리스가 아니라 바텐베르크의 앨리스를 세우길 원할 정도였다. 앨리스의 어린시절 미모에 대해서는 몇몇 친척들의 이야기가 있는데 어머니의 이모였던 독일의 프리드리히 황후(프린세스 로열 빅토리아)는 딸에게 보내는 편지에서 "이대로 자란다면 유럽에서 가장 아름다운 왕녀가 될 것이다."라고 이야기했으며, 어머니의 외삼촌이었던 에드워드 7세는 앨리스에 대해서 "(어느) 왕위계승자에게도 모자라지 않다."라고 언급할 정도였다.
이렇게 예쁜 아이였지만 앨리스는 청각장애를 가지고 있었다. 처음에 가족들 모두는 이 사실을 알지 못했는데, 사실을 알고 나서는 많은 노력을 기울였다. 특히 어머니인 빅토리아는 딸의 장애에 무척이나 신경썼으며 딸의 교육을 스스로 시켰다. 이 때문에 여덟 살 무렵에는 앨리스의 말은 어눌하지 않았고, 입술의 모양을 읽는 속도도 빨라서 주변 사람들은 그녀가 장애를 가졌다는 것을 거의 눈치채지 못했다. 이 때 앨리스는 독순술 그러니까 입술의 모양을 보고 무슨 말인지 이해하는 기술로 영어, 프랑스어, 독일어를 배웠다. 그 결과 프리드리히 황후는 앨리스에 대해서 아무도 장애를 가졌다고 생각하지 못하며 "단지 반응이 좀 느릴뿐이다."라고 이야기할 정도였다.

### 결혼
앨리스는 1902년 에드워드 7세의 즉위식에 참석하러 왔던 그리스의 안드레아스 왕자와 사랑에 빠졌다. 신분이 낮은 왕족이 왕가로 시집가서 겪게 될 고통을 아는 부모의 만류에도 앨리스는 안드레아스 왕자와 결혼하겠다는 고집을 꺾지 않았고 결국 둘은 결혼했다. 1903년 10월 다름슈타트에선 앨리스와 안드레아스 왕자의 결혼식이 열렸다. 이 결혼식에는 그리스 왕가 전체와 바텐베르크가와 헤센 대공가 전체가 모였다. 특히 안드레아스 왕자의 고모였던 영국의 알렉산드라 왕비는 딸 빅토리아 알렉산드라 공주를 데리고 이 결혼식에 참석했다. 역시 빅토리아의 사촌이었던 슐레스비히홀슈타인 공작 알베르트 역시 이 결혼식에 참석했다. 부부는 1남 4녀를 두었다.

### 전쟁과 망명
앨리스가 시집간 그리스는 정치적으로 매우 혼란한 곳이었다. 강대국들의 의견때문에 왕정을 채택해야했던 그리스 국민들은 유럽에서 온 왕가에 대해 "외국인"이라는 생각을 절대 떨쳐버리지 않았다. 게다가 줄곧 오스만 제국의 통치를 받았기에 서구식 입헌군주제에 잘 적응하지 못했다. 앨리스가 결혼한후 앨리스는 두 딸을 잇달아 낳았기에 한동안 그리스에 있었다. 하지만 정치적 혼란이 가중되면서 수시로 선거가 시행되었고, 왕족들은 강제로 외국에 자주 나가 있어야 했다.
1차 대전은 앨리스의 삶은 크게 바꾸었다. 1차 대전때 그리스의 콘스탄티노스 1세는 중립을 선언했다. 이것은 당시 권력자였던 베니젤로스의 의견과는 맞지 않는 것이었고 결국 내전의 위기까지 왔다. 결국 국왕은 아들인 알렉산드로스에게 왕위를 물려주고 나머지 왕실가족들 모두와 망명을 떠났다. 앨리스 역시 가족들과 함께 망명생활을 했으며 그리스로 돌아갈 날만을 기다렸다. 우여곡절 끝에 콘스탄티노스 1세는 복위했지만, 터키 침공의 실패로 다시 왕가는 다시 망명길에 올라야했다. 특히 안드레아스는 이때 반역죄로 사형당할뻔 했으며 영국의 조지5세가 개입해서 겨우 목숨을 구할 수 있었다.

### 병과 회복
앨리스는 망명 생활 동안 정신적인 문제가 생기기 시작한다. 앨리스는 다른 이들이 보기에 이상한 행동들을 시작했으며, 이 때문에 가족들은 앨리스를 요양원에 보내기로 결정한다. 1930년 앨리스는 강제로 요양원에 보내졌다. 그녀의 증상은 나아지지 않았으며 가족을 만나는 것을 거부했으며 요양원에서 나가길 원했다. 앨리스가 요양원에 가고 일 년도 안되어서 딸들 모두가 결혼했다. 이 때문에 앨리스의 가정은 더 이상 존재하지 않게 되었고, 안드레아스 왕자는 아들을 장모에게 맡기고 파리 사교계의 안락한 삶에 몸을 맡겼다.
앨리스는 2년간 요양원에서 지내다가 나왔다. 하지만 병이 완전히 회복되지 않았고 가족에게 돌아가길 거부했다. 자신을 요양원에 버렸다고 생각했었기 때문이다. 하지만 셋째 딸과 그 가족의 죽음은 앨리스를 바꾸어 놓았다. 1937년 11월 비행기 사고로 헤센 대공가의 사람들 대부분이 사망했다. 셋째 딸이 죽은 뒤 앨리스는 병을 극복했다.

### 2차 세계 대전
병이 나았지만 앨리스는 니스에서 지내던 남편 안드레아스 왕자와 함께 하지 않고 그리스로 돌아갔다. 그곳에서 앨리스는 정교회 수녀원을 설립했고 이모 옐리자베타 표도로브나 여대공비의 전례를 따르려 했다. 하지만 그 일은 실패로 끝난다. 전쟁이 일어나고 그리스 왕가 대부분이 망명을 선택했을 때 앨리스는 그리스에 동서인 니콜라오스 왕자비 엘렌과 함께 그리스에 남았다. 독일 점령하에서 앨리스는 다양한 일들을 했다. 나치 독일의 점령 첫해 그리스는 식량이 극심하게 모자랐다. 앨리스는 스웨덴의 구호단체와 같이 일하면서 아이들을 위한 급식소와 고아원을 운영했다. 이때 앨리스 역시 다른 이들과 함께 굶주려서 이 해 겨울에 앨리스의 체중은 26kg이나 빠졌다. 뿐만 아니라 게슈타포가 그리스 내의 유태인들을 색출하기 시작했을 때 한 유태인 가족을 숨겨주었다. 그녀는 게슈타포의 심문을 받았지만 청력 장애를 이용해서 무사할 수 있었다.

### 말년
2차 대전이 끝나고 그리스에서 내전이 시작된 직후, 앨리스는 남편을 잃었다. 남편이 죽은후 앨리스는 수녀복을 입기 시작했다. 하지만 그것이 그녀가 수녀가 되었다는 증거는 아니다. 앨리스는 아들이 그리스로 돌아와서 의무를 다 하길 바랬지만, 영국의 여왕이 될 공주와의 결혼 하려는 아들의 선택을 존중해준다. 필리포스 왕자는 자신의 왕위계승권과 국적을 포기하고 영국의 시민인 필립 마운트배튼이 된 후 조지6세의 후계자였던 엘리자베스 공주와 결혼했다. 아들이 결혼한 후에도 앨리스는 여전히 그리스에서 살았다. 하지만 1967년 그리스에서 쿠데타가 일어났으며, 결국 앨리스는 안전상의 이유로 그리스를 떠나 영국으로 갔다. 이후 그녀는 죽을때까지 버킹엄 궁전에서 지냈다.
이전부터 건강이 나빠지기 시작했던 앨리스는 1969년 건강이 매우 악화된다. 그리고 1969년 10월 딸 테오도라가 죽은 것에 충격을 받았으며 그해 12월 5일 버킹엄 궁전에서 사망했다.

## 이장
앨리스는 죽은 뒤 이모 옐리자베타 표도로브나 대공비가 묻혀 있는 이스라엘의 성 마리아 마그달레나 교회에 묻히고 싶어했지만 여러 가지 사정으로 윈저에 묻혔다. 그리고 앨리스가 죽은 뒤 10년후에 처음으로 앨리스의 이장에 대해 논의하기 시작했다. 하지만 이 문제는 엄청난 문제들에 직면해야했고, 논의 되기 시작한지 12년 후인 1988년에야 이장이 성사되었다. 현재 앨리스의 묘는 이모가 묻혀있는 성 마리아 마그달레나 교회의 한편에 있다.

## 참고 문헌
- Alice : Princess Andrew of Greece, Hugo Vickers (2001)